# Hapigia directa
Hapigia directa är en fjärilsart som beskrevs av William Schaus 1904. Hapigia directa ingår i släktet Hapigia och familjen tandspinnare. Inga underarter finns listade i Catalogue of Life.